# Bruce Arians
Bruce Arians (* 3. Oktober 1952 in Paterson, New Jersey) ist ein US-amerikanischer American-Football-Trainer und ehemaliger -Spieler. Unter anderem gewann er zwei Super-Bowl-Titel als Assistenztrainer der Pittsburgh Steelers und er war Head Coach der Arizona Cardinals und Tampa Bay Buccaneers, mit denen er Super Bowl LV gewann, in der National Football League (NFL). 

## Spielerkarriere
Arians spielte in der Jugend für die York Catholic High School und die William Penn High School in York, Pennsylvania. Von 1972 bis 1974 spielte er für das Team der Virginia Polytechnic Institute and State University (Virginia Tech) in Blacksburg, Virginia auf der Position des Quarterbacks.

## Trainerkarriere

### Frühe Stationen
Bruce Arians begann seine Trainerlaufbahn 1975 als Assistenztrainer für Virginia Tech. Weitere Trainerstationen im Collegebereich waren die Mississippi State University (Runningbacks/Wide Receiver) und die University of Alabama (Runningbacks).

### Temple Owls (1983–1988)
Seine erste Position als Head Coach übernahm er 1983 für das Collegeteam der Temple University. Mit den Temple Owls errang er in sechs Saisons 27 Siege aus 66 Spielen (sechs Siege der Saison 1986 wurden später aufgrund des Einsatzes von nicht spielberechtigten Spielern aberkannt).

### Kansas City Chiefs (1989–1992)
Die erste Station für Bruce Arians in der NFL war als Trainer der Runningbacks für die Kansas City Chiefs. Obwohl die Chiefs alle vier Saisons mit positiver Bilanz abschlossen, gelang es ihnen nicht, einen Divisiontitel zu gewinnen. In den Play-offs kamen sie in diesem Zeitraum nie über die 2. Runde hinaus.

### Weitere Stationen
Danach arbeitete er als Offensive Coordinator für die Mississippi State Bulldogs (1993–1995), als Trainer der Tight Ends für die New Orleans Saints (1996) und als Offensive Coordinator für die Alabama Crimson Tide (1997).

### 14 Jahre Assistenztrainer in der NFL (1998–2011), 2 Super-Bowl-Siege (2005 und 2008)
1998 bis 2000 trainierte er als Trainer der Quarterbacks der Indianapolis Colts Peyton Manning in seinen ersten drei Saisons. 2001 bis 2003 war er für drei Saisons Offensive Coordinator der Cleveland Browns. 2004 verpflichteten ihn die Pittsburgh Steelers als Trainer der Wide Receiver. Unter Head Coach Bill Cowher gewann er 2005 den Super Bowl XL gegen die Seattle Seahawks mit 21:10. 2007 wurde Arians zum Offensive Coordinator befördert, nun unter Head Coach Mike Tomlin. 2008 folgte der zweite Super-Bowl-Titel mit einem 27:23-Sieg im Super Bowl XLIII gegen die Arizona Cardinals.

### Indianapolis Colts (2012), Interim-Headcoach
Am 28. Januar 2012 wurde Bruce Arians zum Offensive Coordinator der Indianapolis Colts ernannt. Aufgrund der Leukämieerkrankung von Head Coach Chuck Pagano wurde Arians am 1. Oktober zum Interim Head Coach ernannt. Im Zeitraum vom 5. bis zum 16. Spieltag holte er mit den Colts neun Siege bei nur drei Niederlagen. Pagano kehrte am 17. und letzten Spieltag zum Team zurück. Die Colts schlossen die Regular Season mit einer Bilanz von 11-5 ab und verbesserten sich gegenüber der Vorsaison um neun Siege (die Bilanz 2011 war 2-14). In den Play-offs schieden die Indianapolis Colts in der ersten Runde aus. Bruce Arians gewann 2012 den NFL Coach of the Year Award der Associated Press, damit wurde diese Auszeichnung zum ersten Mal einem Interim-Headcoach zuteil.

### Arizona Cardinals (2013–2017)
Mit 38 Jahren Erfahrung als Trainer im American Football und insgesamt 20 Jahren als Assistenztrainer in der NFL übernahm Bruce Arians 2013 seine erste Headcoach-Position in der NFL. Am 17. Januar 2013 unterzeichnete er einen Vierjahresvertrag bei den Arizona Cardinals. In seiner ersten Saison verpassten die Cardinals trotz einer Bilanz von zehn Siegen und sechs Niederlagen knapp die Play-offs, verbesserten sich aber deutlich gegenüber den fünf Siegen und elf Niederlagen in der Vorsaison. 2014 qualifizierten sich die Cardinals mit einer Bilanz von 11-5 für die Play-offs, zum ersten Mal wieder seit 2009. Auswärts bei den Carolina Panthers verlor das Team von Bruce Arians in der 1. Runde mit 16:27. Die elf Siege in einer Saison stellten den Vereinsrekord ein. 2014 wurde Bruce Arians erneut der Associated Press NFL Coach of the Year Award verliehen. Im Februar 2015 wurde sein Vertrag bis zur Saison 2018 verlängert. In der Saison 2015 sicherten sich die Arizona Cardinals bereits zwei Spieltage vor Saisonende den Divisionsieg in der NFC West, der erste Divisionsieg seit 2009 und der 7. in der Vereinsgeschichte. 13 Siege in der regulären Saison bedeuten Teamrekord und das Sieg-Niederlagen-Verhältnis von 0,813 ist das drittbeste für die Cardinals (nach 0,917 in der Saison 1948 und 0,821 in der Saison 1925). Zum zweiten Mal in der Teamgeschichte errangen die Cardinals zehn und mehr Siege in drei aufeinander folgenden Saisons. In den Saisons 2016 und 2017 wurden mit Bilanzen 7-8-1 und 8-8 jeweils die Play-offs verpasst. Am letzten Spieltag der Saison 2017 errang Bruce Arians seinen 50. Sieg mit den Arizona Cardinals. Damit überholte er Ken Whisenhunt (49 Siege, 2007–2012) und ist der Head Coach mit den meisten Siegen in der Vereinsgeschichte. Am 1. Januar 2018 erklärte Arians seinen Rücktritt.
Amazon und NFL Films begleiteten 2016 die Arizona Cardinals in der 1. Staffel über 8 Folgen für die American Football Serie All or Nothing.

### Tampa Bay Buccaneers (2019–2021)
Nachdem er in der Saison 2018 als Experte für den amerikanischen Fernsehsender CBS tätig war, verpflichteten ihn die Tampa Bay Buccaneers am 8. Januar 2019 für vier Jahre mit einjähriger Option als neuen Head Coach. In seiner ersten Saison konnten allerdings nur 7 Spiele gewonnen werden, während 9 Spiele verloren wurden. In der zweiten Saison bei den Tampa Bay Buccaneers gewann er mit ihnen den Super Bowl LV mit einem 31:9 gegen den Titelverteidiger, die Kansas City Chiefs. 2021 gewann er mit den Buccaneers mit einer Bilanz von 13–4 die NFC South. Nach einem 31:9-Sieg gegen die Philadelphia Eagles verlor man 27:30 gegen die Los Angeles Rams in der Divisional-Runde. Am 30. März 2022 verkündete er seinen Rücktritt als Head Coach und wechselte in die Position des Senior Football Consultant bei den Buccaneers. Der bisherige Defensive Coordinator Todd Bowles beerbte ihn als Head Coach.

## Bilanz in der National Football League als Head Coach
| Team      | Saison    | Saison | Saison      | Saison        | Saison | Saison              | Playoffs | Playoffs    | Playoffs | Playoffs | Bemerkung              |
| Team      | Saison    | Siege  | Niederlagen | Unentschieden | Sieg % | Platz i.d. Division | Siege    | Niederlagen | Sieg %   | Ergebnisse | Bemerkung              |
| --------- | --------- | ------ | ----------- | ------------- | ------ | ------------------- | -------- | ----------- | -------- | --- | ---------------------- |
| IC        | 2012      | 9      | 3           | 0             | 0,750  | 2. AFC South        | –        | –           | –        | – | als Interim Head Coach |
| IC Gesamt | IC Gesamt | 9      | 3           | 0             | 0,750  | –                   | –        | –           | –        | – |                        |
| AC        | 2013      | 10     | 6           | 0             | 0,625  | 3. NFC West         | –        | –           | –        | – |                        |
| AC        | 2014      | 11     | 5           | 0             | 0,688  | 2. NFC West         | 0        | 1           | 0,000    | Niederlage gegen Carolina Panthers                                                                                              |                        |
| AC        | 2015      | 13     | 3           | 0             | 0,813  | 1. NFC West         | 1        | 1           | 0,500    | Sieg gegen Green Bay Packers, Niederlage gegen Carolina Panthers                                                                |                        |
| AC        | 2016      | 7      | 8           | 1             | 0,469  | 2. NFC West         | –        | –           | –        | – |                        |
| AC        | 2017      | 8      | 8           | 0             | 0,500  | 3. NFC West         | –        | –           | –        | – |                        |
| AC Gesamt | AC Gesamt | 49     | 30          | 1             | 0,619  | –                   | 1        | 2           | 0,333    | – |                        |
| TB        | 2019      | 7      | 9           | 0             | 0,438  | 3. NFC South        | –        | –           | –        | – |                        |
| TB        | 2020      | 11     | 5           | 0             | 0,688  | 2. NFC South        | 4        | –           | 1        | Sieg gegen Washington Football Team, Sieg gegen New Orleans Saints, Sieg gegen Green Bay Packers, Sieg gegen Kansas City Chiefs |                        |
| TB        | 2021      | 13     | 4           | 0             | 0,722  | 1. NFC South        | 1        | 1           | 0,500    | Sieg gegen Philadelphia Eagles, Niederlage gegen Los Angeles Rams                                                               |                        |
| TB Gesamt | TB Gesamt | 31     | 18          | 0             | 0,563  | –                   | 5        | 1           | 1        | – | –                      |

Stand: März 2022

## Persönliches
Arians wurde am 3. Oktober 1952 in Paterson, New Jersey geboren und wuchs in York, Pennsylvania auf. Er ist verheiratet mit Christine. Das Paar hat zwei Kinder, Jake und Kristi Anne, sowie eine Enkeltochter. Jake Arians spielte American Football für die University of Alabama at Birmingham und in der Saison 2001 in der NFL für die Buffalo Bills auf der Position des Kickers. 2013 gründeten Christine und Bruce Arians die Arians Family Foundation. Die Stiftung setzt sich gegen Missbrauch und Vernachlässigung von Kindern ein.